# John Bates Clark-medaljen
John Bates Clark-medaljen tildeles af den amerikanske sammenslutning af økonomer American Economic Association til "den amerikanske økonom under 40 år, som vurderes at have ydet det vigtigste bidrag til økonomisk tankegang og viden." Ifølge den amerikanske avis Chronicle of Higher Education betragtes medaljen som en af fagets mest prestigefyldte udmærkelser, måske kun overgået af Nobelprisen i økonomi. Medaljen er opkaldt efter den amerikanske økonom John Bates Clark (1847–1938), der var en kendt neoklassisk økonom og en af hovedmændene i den marginalistiske revolution.
Medaljen blev tildelt en gang hvert andet år indtil 2009. Fra dette år tildeles den imidlertid årligt, da det skønnedes, at mange fortjenstfulde kandidater ellers ville gå glip af prisen.
Af de første 18 modtagere af prisen har de 11 senere modtaget Nobelprisen i økonomi. John Bates Clark-medaljen er således en indikator for potentielle Nobelpris-modtagere.
Selvom medaljen er en pris for amerikanske økonomer, er det tilstrækkeligt, at kandidaterne arbejder i USA på det tidspunkt, hvor den tildeles. Amerikansk statsborgerskab er ikke nødvendigt. Tidligere vindere som Daron Acemoglu, Emmanuel Saez og Esther Duflo er således født i henholdsvis Tyrkiet, Spanien og Frankrig.

## Hidtidige prismodtagere
I alt har 13 modtagere indtil nu senere fået Nobelprisen (hvor et årstal i parentes angiver året for tildeling af denne pris).
- 1947 Paul A. Samuelson (1970), død 2009
- 1949 Kenneth E. Boulding, død 1993
- 1951 Milton Friedman (1976), død 2006
- 1953 Ingen tildeling
- 1955 James Tobin (1981), død 2002
- 1957 Kenneth Arrow (1972, med John Hicks)
- 1959 Lawrence Klein (1980), død 2013
- 1961 Robert Solow (1987)
- 1963 Hendrik S. Houthakker, død 2008
- 1965 Zvi Griliches, død 1999
- 1967 Gary S. Becker (1992), død 2014
- 1969 Marc Nerlove
- 1971 Dale Jorgenson
- 1973 Franklin M. Fisher
- 1975 Daniel McFadden (2000, med James Heckman)
- 1977 Martin Feldstein
- 1979 Joseph E. Stiglitz (2001, med George Akerlof og Michael Spence)
- 1981 Michael Spence (2001, med George A. Akerlof og Joseph Stiglitz)
- 1983 James J. Heckman (2000, med Daniel McFadden)
- 1985 Jerry A. Hausman
- 1987 Sanford J. Grossman
- 1989 David M. Kreps
- 1991 Paul R. Krugman (2008)
- 1993 Lawrence Summers
- 1995 David Card (2021)
- 1997 Kevin M. Murphy
- 1999 Andrei Shleifer
- 2001 Matthew Rabin
- 2003 Steven Levitt
- 2005 Daron Acemoglu
- 2007 Susan C. Athey
- 2009 Emmanuel Saez
- 2010 Esther Duflo (2019)
- 2011 Jonathan Levin
- 2012 Amy Finkelstein
- 2013 Raj Chetty
- 2014 Matthew Gentzkow
- 2015 Roland G. Fryer Jr.
- 2016 Yuliy Sannikov
- 2017 Dave Donaldson[4]
- 2018 Parag Pathak[5]
- 2019 Emi Nakamura[6]
- 2020 Melissa Dell[7]
- 2021 Isaiah Andrews[8]
- 2022 Oleg Itskhoki[9]
- 2023 Gabriel Zucman

## Tilsvarende udmærkelser i andre lande
I Europa er Yrjö Jahnsson-prisen siden 1993 hvert andet år blevet uddelt til en europæisk økonom under 45 år, som "har ydet et bidrag inden for teoretisk eller anvendt forskning, som er betydningsfuldt for studiet af økonomi i Europa". Prisen uddeles af European Economic Association (EEA) og den finske Yrjö Jahnsson-stiftelse. Prisen er bl.a. gået til franskmændene Philippe Aghion (2001) og Thomas Piketty (2013) og svenskeren Torsten Persson (1997).
Tilsvarende findes i Tyskland siden 1997 Gossen-prisen, der årligt tildeles en tysktalende økonom under 45 år, der har vundet international anerkendelse, og i Japan Nakahara-prisen (siden 1995), der tilsvarende årligt tildeles en japansk økonom under 45 år, der har vundet international anerkendelse. Blandt modtagerne har været Nobuhiro Kiyotaki (1997) og Charles Horioka (2001).